# Пам'ятник Колумбу (Барселона)

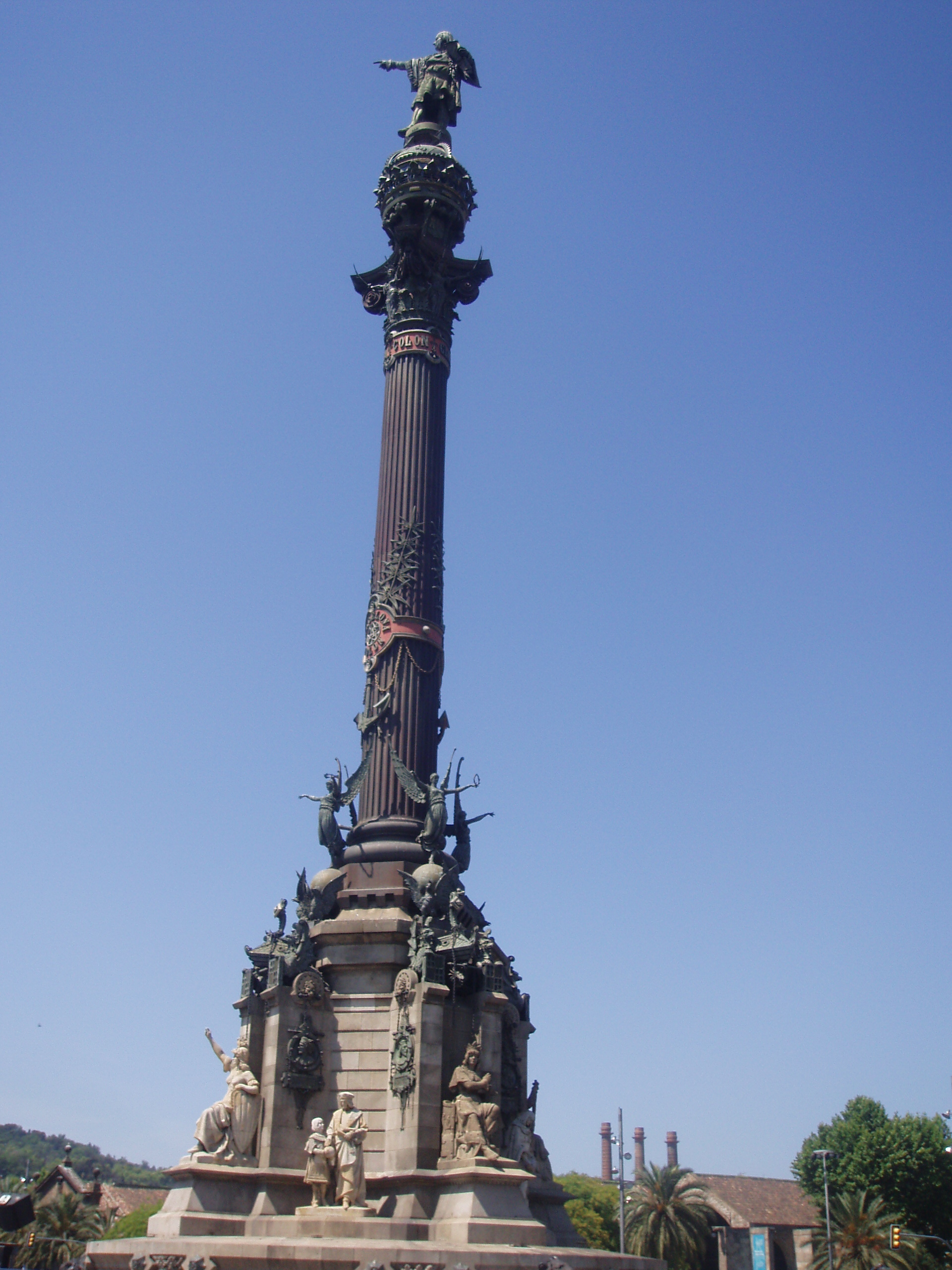
Пам'ятник Колумбу наприкінці Рамбли, Барселона

Пам'ятник Колумбу в Барселоні (ісп. El Monumento a Colón en Barcelona, кат. Monument a Colom en Barcelona) — величний монумент на честь всесвітньо відомого мореплавця-першовідкривача Америки Христофора Колумба, одна з найвідоміших і найвідвідуваніших статуй Барселони. Монумент є нагадуванням, що Колумб відвідував королеву Ізабеллу I і короля Фердинанда II в Барселоні.

## Загальні дані
Споруджено на Площі Брами миру (кат. Portal de la Pau, ісп. Portal de la Paz) — місці, де сходяться Рамблас і бульвар Колумба, просто перед морським портом Барселони.
Спруджено у 1882—1888 (протягом 7 років) і урочисто відкрито 1 червня 1888. 
З огляду на масштабність пам'ятника і різну техніку виконання його окремих частин у монумента багато авторів. Загальна концепція монумента належить каталонському митцю Ґайєта́ Буїґас-і-Монраба (Gaietà Buïgas i Monravà). Автором бронзової скульптури Христофора Колумба є скульптор Рафаел Атче (Rafael Atché). А металічні барельєфи підніжжя пам'ятника виконав скульптор Александр Вольґемут (Alexandre Wohlguemuth).

## Опис
Пам'ятник Колумбу в Барселоні є шедевром монументального мистецтва, вражають його багатофігурність і декор, а також розміри — загальна висота близько 60 м, висота колони — 40 м статуя самого Колумба — заввишки понад 7 м. Загальна симетрія і пропорційність монумента поєднана з асиметричністю його окремих деталей та їхніми різними пропорціями. 
Усередині колони монумента є ліфт, що дозволяє дістатися до півкулі-підніжжя безпосередньо статуї Колумба, звідки можливо оглянути місто. 

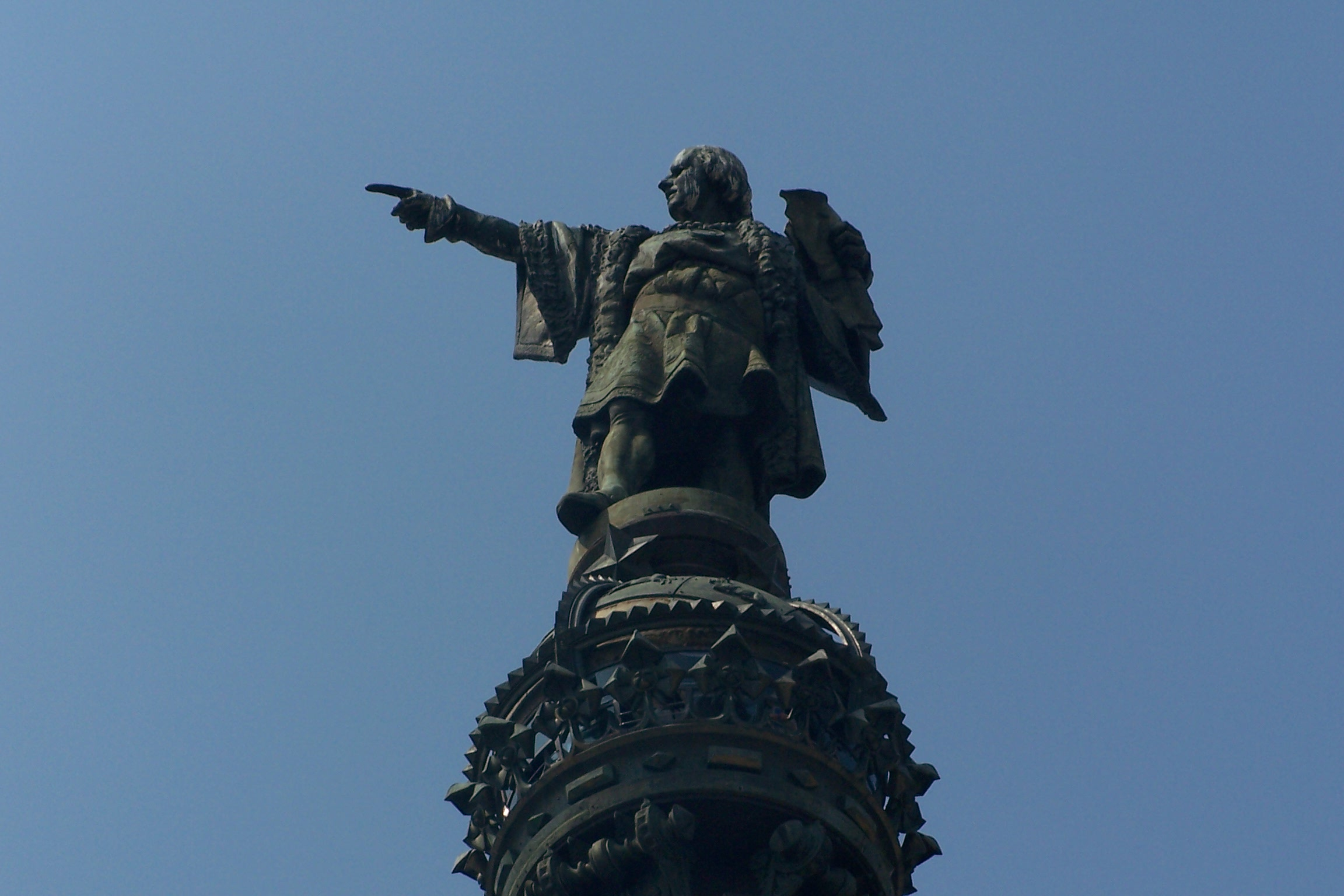
Статуя Колумба

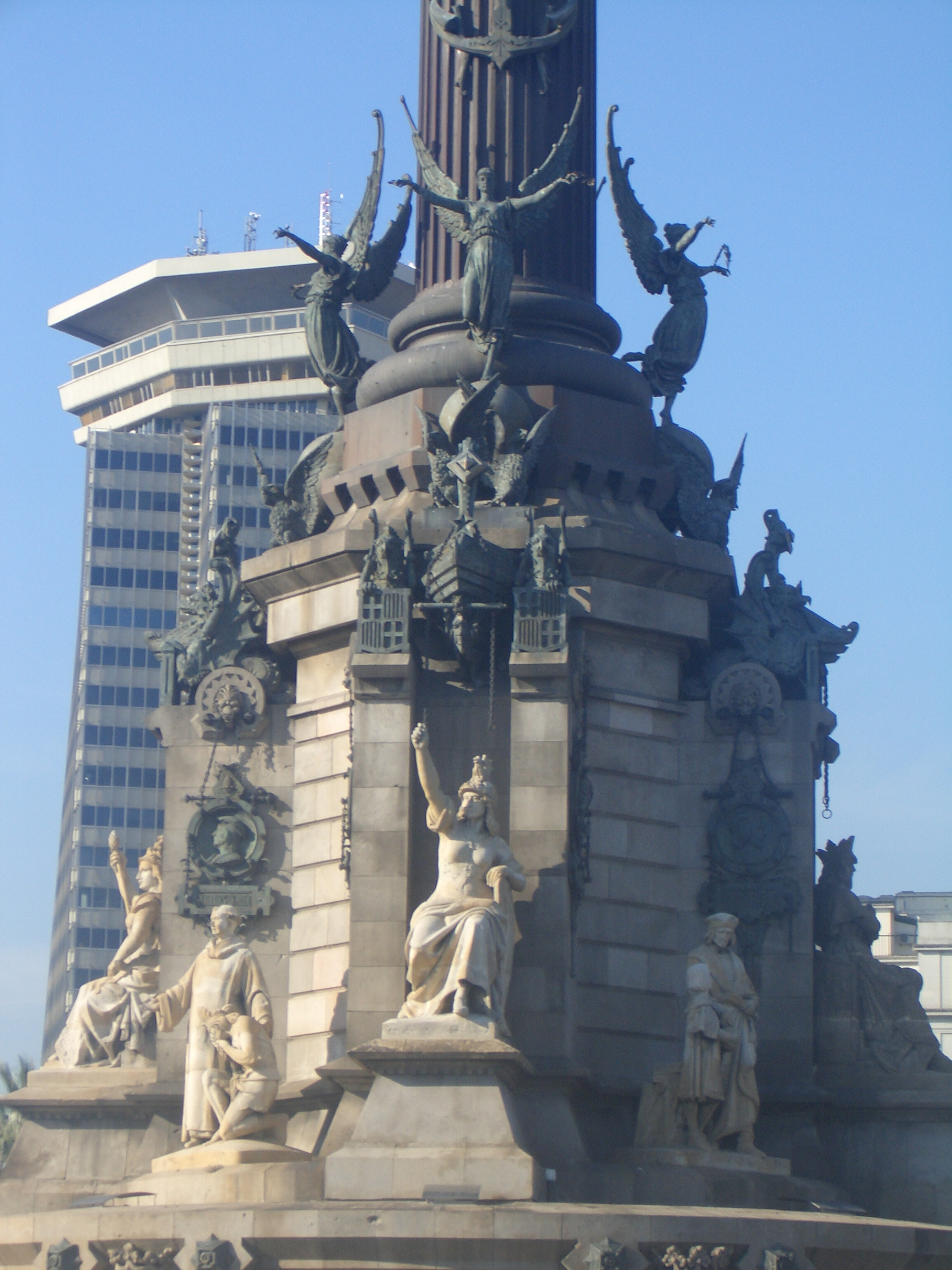
П'єдестал монумента

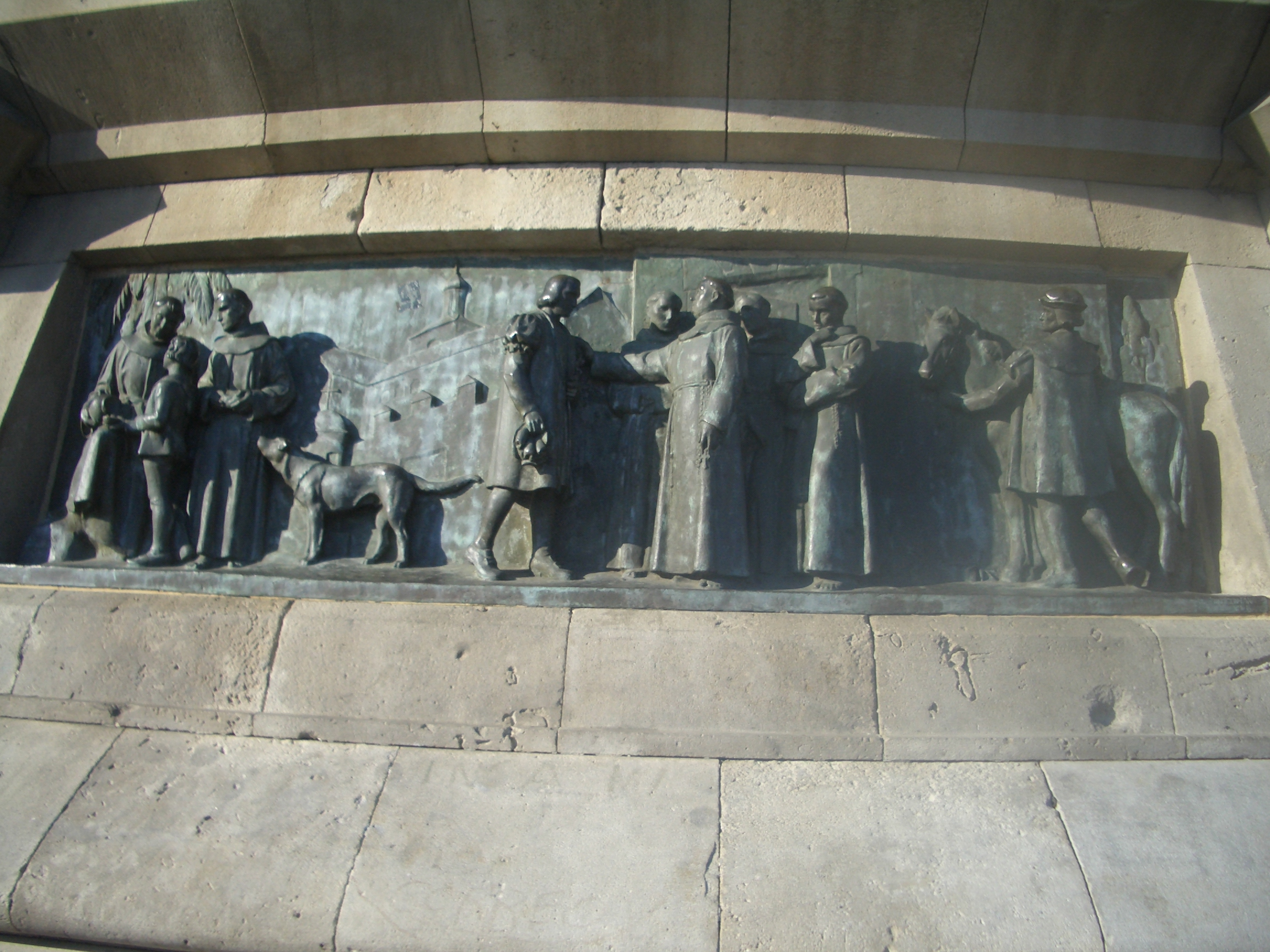
Фрагмент плінтуса

Монумент складається з декількох частин:
- статуя Колумба і колона;
- п'єдестал і плінтус;
- підніжжя-база.

### Статуя і колона
На вершечку монумента горделиво підноситься бронзова статуя Колумба заввишки 7,2 м, встановлена на високій (40 м заввишки) колоні коринфського ордеру. 
Автором статуї є скульптор Рафаел Атче. У зображенні митцем Колумба ніщо не виклика́ло у всі часи стільки багато питань і нарікань, як те, куди вказує Колумб вказівним пальцем здійнятої горизонтально правої руки (у лівій руці мореплавець тримає сувій, імовірно мапу). Попри те, що вважається, що Колумб вказує на відкритий ним Новий світ, насправді його жест і погляд звернутий на схід, можливо, на думку деяких дослідників, у бік імовірної батьківщини Колумба міста Генуї. Статуя розташована на цоколі, на якому викарбувано слово Tierra (ісп. «Земля»).

### П'єдестал і плінтус
Колона розташована на восьмикутному п'єдесталі, який увінчують по чотирьох сторонах світу чотири бронзові фігури крилатих богинь перемоги Ніка, розташовані над 4 парами грифонів. Чотири контрфорси, які власне утворюють октогональну фігуру п'єдестала, оздоблені з кожного боку портретними медальйонами осіб, які зіграли вирішальну роль у долі Христофора Колумба та його подорожі до Америки (в т.ч. колеги-мореплавці і покровителі подорожі, зокрема і королі Фердинанд II Арагонський та Ізабелла I Кастильська); навпроти контрфорсів — алегоричні сидячі фігури-втілення історичних складових іспанської корони — Каталонії, Королівств Леону та Араґону, а також Кастилії, нарешті у просторах між контрфорсами розташувались 4 додаткові постаті:
1. Жауме Фаррер де Бланес (Jaume Ferrer de Blanes), каталанський картограф;
2. Луїс де Сантанжел Бессант (Luis de Santángel Bessant);
3. капітан Педро Бертран-і-де-Марґарит (Pedro Bertran i de Margarit) поруч з індіанцем, що припав на коліна;
4. панотець Бернат де Боїл (Bernat de Boïl), що проповідує індіацію, який схилився навколішках.

Октогональний плінтус оздоблений вісьмома бронзовими барельєфами, що зображують важливі картини першої мандрівки Христофора Колумба:
1. Колумб разом зі своїм сином знайшли прихисток у монастирі La Rabida;
2. Колумб роз'яснює свої плани монахам монастиря;
3. Зустріч Колумба та іспанського монаршого подружжя — Фердинанда II та Ізабелли I в Кордові;
4. Поява Колумба на нараді у Монастирі Сан-Естебан у Саламанці;
5. Колумб зустрічає Короля і Королеву в Санта-Фе;
6. Колумб покидає порт із Палос-де-ла-Фронтера 3 серпня 1492 року;
7. Прибуття Колумба до Нового Світу;
8. Колумб вітає Короля та Королеву після свого повернення до Барселони.

Ці барельєфи перемежовуються з гербами провінцій і міст, відвідування яких Колумбом на них зображено.

### Основа
Основа монумента являє собою широке 20-метрове коло з чотирма сходинковими підходами по 6 м завширшки, оздобленими кожний двома левами по боках.

## Історія пам'ятника
Взагалі ідея спорудження пам'ятника Колумбу в Барселоні походить ще від 1856, і належить вона Антоні Фажес-і-Ферреру (Antoni Fages i Ferrer), який запропонував, щоб такий монумент був зведений винятково каталонцями, однак ходу ця пропозиція не мала цілих 16 років. Нарешті в 1872 ідея отримала схвалення, в першу чергу, від алкальда (мера) Барселони Франсеска Ріус-і-Таулета (Francesc Rius i Taulet), відтак 6 вересня 1881 року міська рада ухвалила відповідне рішення про спорудження пам'ятника.
Конкурс на визначення найкращого проекту пам'ятника Колумбу був проведений виключно серед іспанських митців. Його переможцем було оголошено каталонця Ґайєта́ Буїґас-і-Монрабу. 
Велику полеміку на той час викликало питання фінансування спорудження монументу. Спершу було оголошено про підпис на збирання коштів серед населення для зведення пам'ятника. Однак дуже швидко стало ясно, що громадські пожертви не здатні покрити великий кошторис будівництва, який до того ж стрімко зріс із 300 тис. до понад мільйону песет. Саме тому було вирішено виділити гроші на спорудження з міської казни, і кошти, зібрані як пожертви, склали тільки 12 % від загальної вартості робіт зі зведення монументу. Кошти надходили з усієї Іспанії, а всі будівельні роботи були виконані повністю каталонцями. Будівництво почалося 1882 року.
Монумент був зведений як завершальний пункт упорядкування міської набережної до проведення 1888 року Всесвітньої Виставки в Барселоні. Відкрито пам'ятник було 1 червня 1888, в розпал роботи виставки, і тому він відразу ж перетворився на одне з найжвавіших перехресть міста і часте місце зустрічі містян та гостей міста.

## Галерея

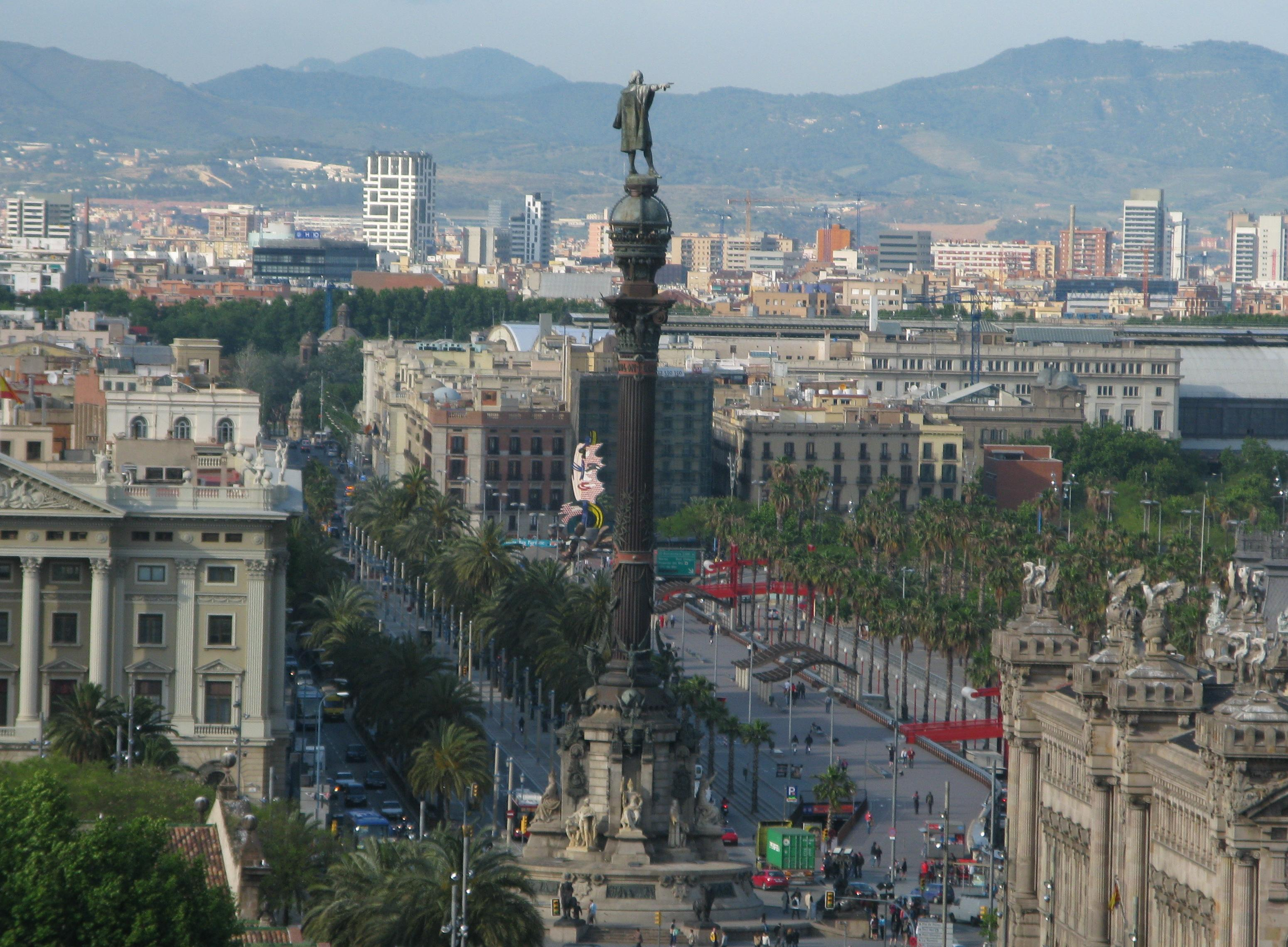
Вид на частину Барселони з Пам'ятником Колумбу
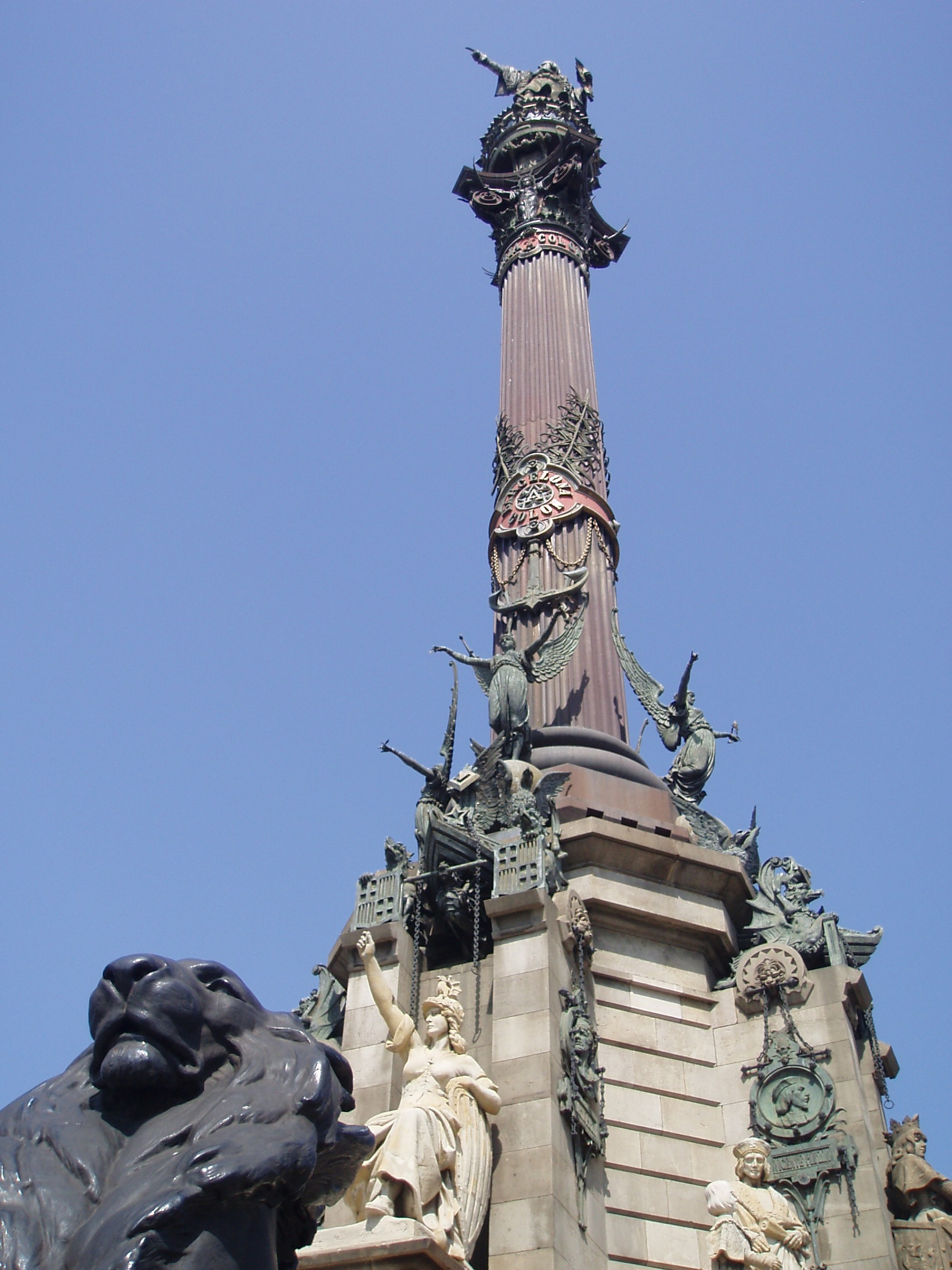
Один з ракурсів погляду на пам'ятник
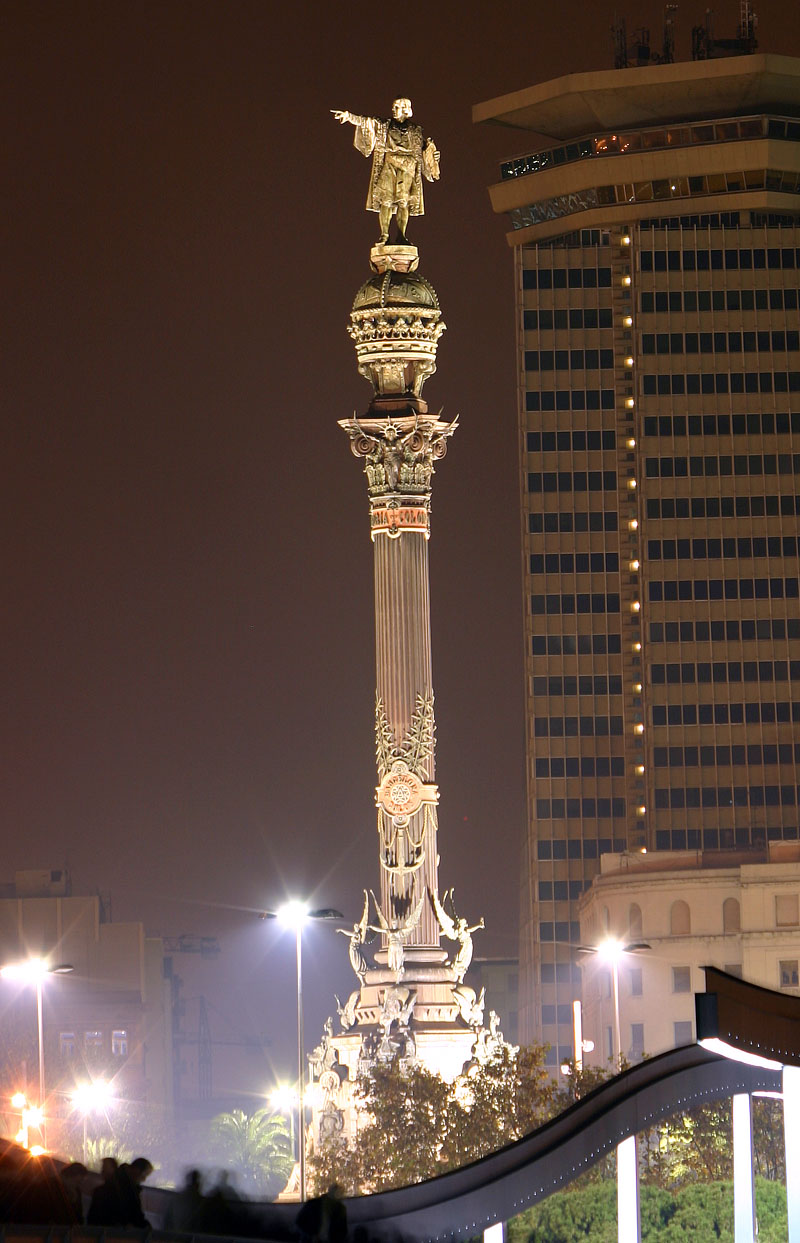
Пам'ятник уночі (вигляд із торговельно-розважального центру Maremagnum)
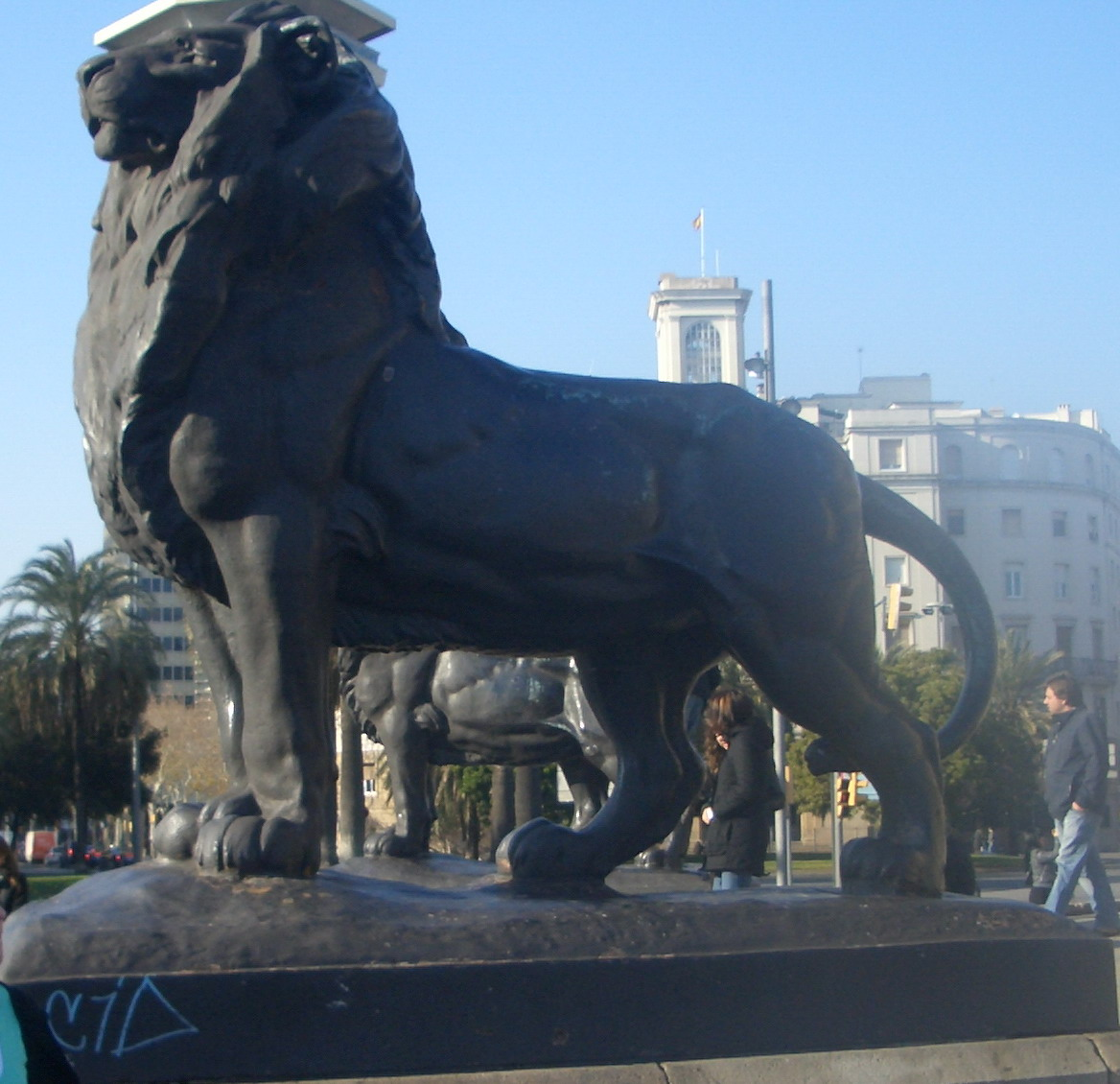
Лев біля сходів